# Charles A. Foote
Charles Augustus Foote (* 15. April 1785 in Newburgh, New York; † 1. August 1828 in Delhi, New York) war ein US-amerikanischer Jurist und Politiker. Zwischen 1823 und 1825 vertrat er den Bundesstaat New York im US-Repräsentantenhaus.

## Werdegang
Charles Augustus Foote wurde ungefähr zwei Jahre nach dem Ende des Unabhängigkeitskrieges in Newburgh geboren und wuchs dort auf. Er besuchte Privatschulen in Newburgh und Kingston. 1805 graduierte er am Union College in Schenectady. Er studierte Jura. Seine Zulassung als Anwalt erhielt er 1808 und begann dann  in New York City zu praktizieren. Später war er in Delhi als Anwalt tätig. Foote diente als Colonel in der 6. Division der Nationalgarde von New York. Er war Trustee an der Delaware Academy und Präsident der Village von Delhi.
Als Folge einer Zersplitterung der Demokratisch-Republikanischen Partei vor und während der Präsidentschaft von John Quincy Adams (1825–1829) schloss er sich der Crawford-Fraktion an. Bei den Kongresswahlen des Jahres 1822 für den 18. Kongress wurde Foote im elften Wahlbezirk von New York in das US-Repräsentantenhaus in Washington, D.C. gewählt, wo er am 4. März 1823 die Nachfolge von John W. Taylor antrat. Da er auf eine erneute Kandidatur im Jahr 1824 verzichtete, schied er nach dem 3. März 1825 aus dem Kongress aus.
Nach seiner Kongresszeit ging er in Delhi wieder seiner früheren Tätigkeit als Anwalt nach. Er verstarb dort am 1. August 1828 und wurde dann auf dem Privatfriedhof auf „Arbor Hill“, dem Anwesen seines Vaters, beigesetzt.

## Familie
Charles Augustus Foote hatte drei Geschwister: Frederick Parsons Foote (* 1782), Harriet Foote (* 1787) und Margaret Parsons Foote (* 1790). Am 10. Mai 1808 heiratete er Maria Baldwin († 1824), Tochter von Margaretta De Hart und Jesse Baldwin aus Newark (New Jersey). Das Paar hatte mehrere Kinder, eingeschlossen Frances Foote (* 1809), Catherine Bruen Foote (1811–1898), Rensselaer William Foote (1815–1862), Harriet Foote (1815–1815) und Charles Augustus Foote junior (1818–1896).